# Egejski prolaz
Egejski prolaz (bug. Беломорски проход, Belomorski prohod) ili Elidže je planinski prijevoj između središnjih i istočnih Rodopa. Povezuje pokrajinu Smolyan u južnoj središnjoj Bugarskoj s regionalnom jedinicom Xanthi u istočnoj Makedoniji i Trakijom u sjeveroistočnoj Grčkoj. Kao jedan od tri prolaza između gorja Rodopa i egejske obale Zapadne Trakije, povezuje gornje doline Čepinske reke na sjeveru i Kompsatos na jugu. Najviša točka prijevoja je na 1,010 m/nm na bugarsko-grčkoj granici.
Sve do kraja Drugog svjetskog rata, Egejski prolaz se aktivno koristio za trgovinu. Zatvoren je 1944., jer su Bugarska i Grčka završile na različitim stranama Željezne zavjese. Tijekom 2020-ih, ceste od Rudozema i Dimarija s obje strane prijevoja obnovljene su prema modernim standardima i uspostavljen je novi granični prijelaz. U prosincu 2024. najavljeni su planovi za ponovno otvaranje Egejskog prolaza za promet vozila bez graničnih kontrola preko graničnog prijelaza Rudozem– Xanthi 1. siječnja 2025., što se podudara s potpunim ulaskom Bugarske u schengensko područje. Od siječnja 2025., kašnjenja u izgradnji na grčkoj strani odgodila su otvaranje ceste za promet vozila, ali prijevoj je dostupan pješice kao i bilo koja druga točka na bugarsko-grčkoj otvorenoj granici.
Očekuje se da će otvaranje propusnice za promet potaknuti turizam u regiji, osiguravajući brz pristup između skijališta Pamporovo u blizini Smoljana i egejskih plaža Xanthija.